# Mordellistena dietrichi
Mordellistena dietrichi är en skalbaggsart som beskrevs av Ray 1946. Mordellistena dietrichi ingår i släktet Mordellistena och familjen tornbaggar. Inga underarter finns listade i Catalogue of Life.